# Route nationale 794
Die Route nationale 794, kurz N 794 oder RN 794, war eine französische Nationalstraße.
Die Straße existierte von 1933 bis 1973 und verlief in dieser Zeit in zwei Teilstücken zwischen Vitré und Plancoët.
1973 wurde sie vom Status einer Nationalstraße zur Département-Straße abgestuft und als D 794 ausgeschildert. Zwischen der D 768 westlich von Plancoët und Matignon befindet sich ein weiterer Abschnitt der D 794. Bei dieser Straße handelt es sich auf den nördlich bis zur Kreuzung mit der D 17 führenden Abschnitt um die ehemalige Nationalstraße 786A.
Die Gesamtlänge der Nationalstraße 794 betrug 92,5 Kilometer.